# Le Grand-père (film, 1911, Chautard)
Pour les articles homonymes, voir Le Grand-père.
Pour plus de détails, voir Fiche technique et Distribution.
Le Grand-père est un film muet français réalisé par Émile Chautard, sorti en 1911.

## Fiche technique
- Titre : Le Grand-père
- Réalisation : Émile Chautard
- Scénario : Émile Chautard
- Photographie :
- Montage :
- Société de production : Société française des films et cinématographes Eclair, Association cinématographique des auteurs dramatiques (ACAD)
- Société de distribution : Société française des films et cinématographes Eclair
- Pays d'origine :  France
- Langue : film muet avec les intertitres en français
- Métrage : 215 mètres
- Format : Noir et blanc — 35 mm — 1,33:1 — Muet
- Genre :  Comédie
- Durée : 7 minutes
- Dates de sortie : 
  - France : 22 juin 1911

## Distribution
- Geo Leclercq : Gustave Morin
- Renée Sylvaire : Gina
- Émile Matrat : Morin
- André Liabel